# Гіссенбург
Гіссенбург (нід. Giessenburg, МФА: [ˈɣisə(m)bʏr(ə)x]) — місто в нідерландській провінції Південна Голландія. Входить до муніципалітету Моленланден. Його населення станом на 2010 рік складало 4889 осіб.
До 1986 року мало статус окремого муніципалітету.